# Evolución molecular
La evolución molecular es el estudio de las variaciones en la secuencia del ADN a lo largo del tiempo, ya sean en la variación de la frecuencia de nucleótidos en una población o en la variación de locus entre linajes aislados reproductivamente. Hace referencia a los cambios en la secuencia de nucleótidos del ADN que han ocurrido durante la historia de las especies diferenciándolas de sus ancestros. 
Como disciplina, el campo de la evolución molecular se encarga de la evolución de genes y proteínas, preguntándose por la tasa de mutación (véase reloj molecular) y los mecanismos que rigen la evolución molecular. Este campo se entrelaza con la genética de poblaciones clásica y con la genómica comparativa; y tuvo grandes avances gracias a la viabilidad experimental de Caenorhabditis elegans y a la pronta publicación de la secuencia de su genoma, que contribuyó enormemente al entendimiento general de los procesos de evolución experimental.
Una de las teorías más destacadas en este campo es la teoría neutralista de la evolución molecular; por la que muchos estudios de evolución molecular se centraron en el rol de la selección frente a la deriva genética, en relación con la fijación de sustituciones de aminoácidos; no obstante, en la actualidad se sabe que ambos factores contribuyen en este proceso.

## Principios de la evolución molecular

### Mutaciones
Se define como cualquier cambio en la secuencia de los ácidos nucleicos, o cualquier cambio en la estructura de los cromosomas; las mutaciones son permanentes,
cambios transmisibles en el material genético (usualmente ADN o ARN) de una célula, y pueden ser causadas por errores en la copia del material genético durante la división celular y por la exposición a la radiación, químicos, o virus, o puede ocurrir deliberadamente bajo control celular durante los procesos tales como la meiosis o la hipermutación. 
En organismos pluricelulares existen mutaciones germinales, en las cuales se producen cambios a nivel de los gametos, y mutaciones somáticas, en las cuales los cambios tienen lugar en el resto de células del organismo a excepción de las germinales y embrionarias.  Las mutaciones pueden tener lugar a nivel de nucleótidos, como las mutaciones puntuales (inserciones, deleciones, transiciones y transversiones), o a nivel cromosómico, mismas que pueden ser numéricas (aneuploidía, disomía, trisomía, etc.) o estructurales (duplicación, deleción, translocación, inversión, etc.).
Las mutaciones se considera la fuerza motriz de la evolución, donde la menos favorable (o perjudicial) se eliminan del acervo genético por selección natural, mientras las más favorables (o beneficiaria) tienden a acumularse. Las mutaciones neutrales no afectan las posibilidades del organismo de la supervivencia en su medio natural y se pueden acumular con el tiempo, lo que podría dar lugar a lo que se conoce como equilibrio puntuado, la interpretación moderna de la teoría evolutiva clásica.

### Recombinación
Es la producción de nuevas moléculas de ADN a partir de dos moléculas de ADN parentelas o a partir de diferentes segmentos de la misma molécula de ADN. La recombinación involucra el emparejamiento de cromosomas homólogos seguido por intercambio físico de material genético a través de un crossing over.
Se han identificado al menos cuatro tipos de recombinación: 
- Recombinación homóloga: se produce entre moléculas de ADN con una secuencia similar.
- Recombinación no homóloga: tiene lugar en regiones en donde no existe similitud de secuencia en gran medida.
- Recombinación específica: tiene lugar entre secuencias cortas (entre 12 a 24 pb) presentes en moléculas parentelas que no guardan similitud.
- Recombinación replicativa: genera una nueva copia de un segmento de ADN.

En evolución molecular, la recombinación genera nuevas combinaciones de alelos de individuos heterocigotos, y puede facilitar la selección natural al reducir la interferencia entre alelos relacionados, sujetos a selección simultánea. Por tanto, la recombinación puede ser importante para la eliminación de alelos deletéreos y para la fijación de alelos benéficos. 

### Selección natural
La teoría de la selección natural es la pieza central de "El origen de las especies" y de la teoría evolutiva; esta teoría explica las adaptaciones de los organismos, la divergencia de las especies a partir de ancestros comunes, y consecuentemente la infinita diversidad de la vida.
Una gran fecundidad, y la competencia de los individuos por recursos escasos como: alimentos, pareja y lugares para vivir, proveen las condiciones previas para el proceso que Charles Darwin denominó selección natural; misma que requiere del cumplimiento de cuatro condiciones: 
1. Reproducción: los organismos tienden a incrementar en número.
2. Herencia: la descendencia debe tender a parecerse a sus padres.
3. Variación: los individuos de una especie difieren en morfología, fisiología y comportamiento.
4. Variación en la aptitud de los organismos: hace referencia al número promedio de descendientes que produce un individuo, en relación con el número de descendientes que produce un miembro promedio de una población; esto significa que determinados individuos de una población con ciertas características serán más propensos a reproducirse que otros.

Si estas condiciones se cumplen, la selección natural ocurre automáticamente; no obstante, aquellas entidades que se reproducen, pero cuyas características paternas no son heredadas a su descendencia no pueden evolucionar por selección natural.

### Deriva Genética
Es un proceso aleatorio que se produce por fluctuaciones en la frecuencia de los alelos dentro de una población como resultado de un muestreo aleatorio de gametos. La deriva génica, es un tipo de fuerza de evolución que altera la frecuencia alélica a lo largo del tiempo, por lo que su impacto suele ser mayor en poblaciones pequeñas, y suele resultar en la pérdida de la diversidad genética de una población.
Incluso si todos los individuos de una población tienen las mismas oportunidades de aparearse, sus contribuciones reproductivas a la siguiente generación variarán debido al azar. En cualquier población de tamaño infinito, este error de muestreo hará que las frecuencias de los genes fluctúen de generación en generación. Los cambios genéticos debidos a la deriva no son direcciones o predecibles; sin embargo, la deriva génica conduce al cambio evolutivo incluso en ausencia de mutación, selección natural o flujo genético.

## Causas de cambio en la frecuencia alélica
Hay cuatro procedimientos conocidos que afectan a la supervivencia de una característica, o, más específicamente, la frecuencia de un alelo (variante de un gen):
1. La deriva genética describe los cambios en la frecuencia de genes que no se puede atribuir a presiones selectivas, sino que se deben en lugar de a los eventos que no están relacionados con los rasgos heredados. Esto es especialmente importante en las poblaciones de apareamiento pequeñas, que simplemente no pueden tener descendencia suficiente para mantener la distribución mismo gen que la generación de los padres.
2. El flujo genético o migración: o mezcla de genes es el único de los agentes que hacen que la población más cercana genéticamente, mientras que la construcción de grandes bancos de genes.
3. La mutación recurrente puede aumentar la frecuencia de un alelo mutante.
4. Selección, en particular, la selección natural producida por diferencial de la mortalidad y la fertilidad. diferencial de la mortalidad es la tasa de supervivencia de los individuos antes de su edad reproductiva. Si sobreviven, ellos son seleccionados aún más por la diferencia de fertilidad , es decir, su contribución genética total a la siguiente generación. De esta manera, los alelos que estos individuos supervivientes contribuir al pool genético aumentará la frecuencia de los alelos. La selección sexual, la atracción entre los compañeros que resulta de dos genes, uno para una función y el otro para determinar la preferencia por esa característica, también es muy importante.

## Biólogos destacados en el campo de la evolución molecular
- Emile Zuckerkandl
- Walter Fitch
- Emanuel Margoliash
- Motoo Kimura — Teoría neutralista
- Masatoshi Nei — Evolución adaptativa
- Wen-Hsiung Li
- Walter M. Fitch — Reconstrucción filogenética
- Walter Gilbert — Mundo ARN
- Joe Felsenstein — Métodos filogenéticos
- Susumu Ohno — Duplicación genética
- John H. Gillespie — Matemáticas de la adaptación
- Tito Ureta